# СДЛ (сапёрная деревянная лодка)
СДЛ — сапёрная деревянная лодка, применявшаяся в Красной Армии в период Второй мировой войны.
Сапёрная деревянная лодка СДЛ предназначена для десантной переправы. Разработана в первой половине 1930-х годов. В сапёрном батальоне стрелковой дивизии находилось 36 лодок СДЛ или ЛМН. Конструкция лодки допускала ее изготовление силами войск.

## Техническое описание
Лодки применяются для переправы десанта из расчёта по 1 стрелковому отделению на лодку. Лодку обслуживает 2 сапёра.
На двух лодках переправляется пушка с передком общей массой до 2 т.
Из 2-3 лодок собираются паромы грузоподъёмностью 2-4 т.

### Технические характеристики
- грузоподъёмность — 2 т;
- масса — 300 кг;
- ширина — 1,5 м;
- длина — 6,8 м;
- высота — 0.48 м;
- время изготовления — 60 рабочих часов со средствами механизации (электрифицированный инструмент).